# Università nazionale di Singapore
L'Università nazionale di Singapore (in inglese: National University of Singapore, sigla NUS) è una delle più grandi università pubbliche di Singapore.
È membro dell'Istituto europeo per le norme di telecomunicazione (ETSI).

## Storia
Fu fondata nel 1905, con il nome di Istituto di Istruzione Superiore di Singapore, ed è oggi la più grande e conosciuta università della città.